# علل و عوامل جابجایی کانون‌های تجاری در خلیج فارس
علل و عوامل جابجایی کانون‌های تجاری در خلیج فارس کتابی از محمدباقر وثوقی است که در سال ۱۳۸۹ منتشر و در مراسم کتاب سال جمهوری اسلامی ایران به‌عنوان کتاب برگزیده معرفی شد.